# Pales (djur)
Pales är ett släkte av tvåvingar. Pales ingår i familjen parasitflugor.

## Dottertaxa tillPales, i alfabetisk ordning[1][2]
- Pales abdita
- Pales angustifrons
- Pales atrox
- Pales aurea
- Pales aurescens
- Pales basitincta
- Pales bezziana
- Pales blepharipus
- Pales blondeli
- Pales brouni
- Pales campicola
- Pales carbonata
- Pales casta
- Pales coxalis
- Pales cuthbertsoni
- Pales cyanea
- Pales efferata
- Pales eucastri
- Pales exitiosa
- Pales exsulans
- Pales feredayi
- Pales festiva
- Pales funesta
- Pales humilis
- Pales hyalinata
- Pales inconspicua
- Pales integra
- Pales irrequieta
- Pales javana
- Pales laevigata
- Pales lateralis
- Pales maculata
- Pales marae
- Pales marginata
- Pales modesta
- Pales murina
- Pales nefaria
- Pales nyctemeriana
- Pales pavida
- Pales perniciosa
- Pales poecilochaeta
- Pales polleniina
- Pales processioneae
- Pales pumicata
- Pales rubriventris
- Pales tamilensis
- Pales tecta
- Pales tessellata
- Pales townsendi
- Pales usitata
- Pales violacea
- Pales viridescens